# George Owen Squier
Major-general George Owen Squier (Dryden, Michigan, 21 de março de 1865 — Washington, D.C., 24 de março de 1934) foi um engenheiro e militar estadunidense.
O major-general George Owen Squier obteve a graduação pela Academia Militar dos Estados Unidos em 1887, com doutorado em 1893 pela Universidade Johns Hopkins.

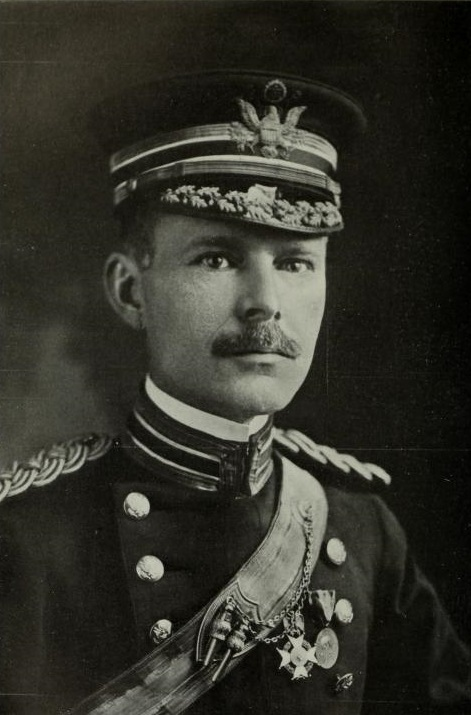
c. 1916

## Publicações
- Crehore, Albert Cushing; George Owen Squier (1897). The Polarizing Photo-Chronograph. London: John Wiley & Sons
- — (1908). «The Present Status of Military Aeronautics.». Annual Report of the Board of Regents of the Smithsonian Institution. 117 páginas. Consultado em 7 de agosto de 2009
- — (1919). Multiplex Telephony And Telegraphy By Means Of Electric Waves Guided By Wires. Washington: Government Printing Office